# Jampol (obwód chmielnicki)
Jampol (ukr. Ямпіль, Jampil) – osiedle typu miejskiego na Ukrainie, w obwodzie chmielnickim, w rejonie szepetowskim, nad Horyniem.
Znajduje tu się stacja kolejowa Lepieszówka, położona na linii Szepetówka – Tarnopol.

## Historia
Prywatne miasto szlacheckie Jampol (Januszpol) położone było w XVI wieku w województwie wołyńskim.
Miejscowość należała do rodów magnackich, m.in. do Zamoyskich, Koniecpolskich, Orłowskich, Potockich, Dobrzańskich. Została założona w 1535 roku. Prawa miejskie (na prawie magdeburskim otrzymała w 1569 roku. W XVI wieku Jampol był silnym ośrodkiem handlu czarnomorskiego, który później podupadł w wyniku najazdów tatarskich i kozackich. Odrodził się w XIX wieku. W mieście znajdował się niegdyś zamek obronny oraz klasycystyczny dwór P. Potockiego. W drugiej połowie XVIII wieku ufundowano kościół parafialny, który poddany został później renowacjom i modernizacjom.
W 1793 roku Jampol znalazł się w zaborze rosyjskim.
W 1920 w rejonie Jampola toczyły się walki polskiego 11 pułku ułanów mjr. Edwarda Kleszczyńskiego z oddziałami sowieckiej 47 Dywizji Strzelców.
W 1938 roku miejscowość otrzymała status osiedla typu miejskiego.
W latach 1941–1944 Jampol był pod okupacją niemiecką.
W 1989 liczyło 2221 mieszkańców.

## Miasta partnerskie
- Dobrzyca